# カザフ・ソビエト社会主義共和国

カザフ・ソビエト社会主義共和国
Қазақ Советтік Социалистік Республикасы（カザフ語）
Казахская Советская Социалистическая Республика（ロシア語）

国の標語: Барлық елдердің пролетарлары, бірігіңдер!（カザフ語）
万国の労働者よ、団結せよ!国歌: Қазақ Советтік Социалистік Республикасінің мемлекеттік гимні（カザフ語）
カザフ・ソビエト社会主義共和国国歌

カザフSSRの位置

カザフ・ソビエト社会主義共和国（カザフ・ソビエトしゃかいしゅぎきょうわこく、カザフ語: Қазақ Советтік Социалистік Республикасы, カザフ語ラテン翻字: Qazaq Sovettik Socïalïstik Respwblïkası、ロシア語: Казахская Советская Социалистическая Республика, ロシア語ラテン翻字: Kazakhskaya Sovetskaya Sotsialisticheskaya Respublika）、略称でカザフ共和国は、ソビエト連邦構成共和国の1つ。1991年12月16日、カザフスタン共和国として独立した。

## 建国
ロシア革命後、赤軍はカザフ地方においてアタマン・ドゥトフ、白衛軍の部隊、現地ブルジョア民族主義者の反乱を撃破し、ソビエト権力を樹立した。1920年8月26日、ロシア・ソビエト連邦社会主義共和国の構成下にキルギス自治ソビエト社会主義共和国が設立された。民族別国家分画の政策の下で1925年4月、カザフ自治ソビエト社会主義共和国に改称され、1936年12月5日、ソ連の構成下においてカザフ・ソビエト社会主義共和国が誕生した。構成国ではロシアに次いで大きな国土（しかも3位の4倍以上）を持つ国であった。

## カザフスタン共産党
1920年4月12日、キルギス地方に全連邦共産党（ボリシェヴィキ党）組織局が設置された。1920年4月30日、ロシア共産党（ボリシェヴィキ党）中央委員会キルギス州局に改称され、1921年6月11日から18日、第1回キルギス（カザフ）州党会議が行われた。1922年4月5日から1924年10月まで、独立の監督機関としてボリシェヴィキ党中央委員会キルギス（カザフ）局も存在した。1925年2月19日、州から地方に改編された。1937年4月23日、カザフ地方の党組織はカザフスタン・ボリシェヴィキ党に改編された（1952年から、カザフスタン共産党）。1990年4月24日、ソ連共産党の指導的役割に関する憲法条項が廃止された。1991年9月7日、カザフスタン共産党はカザフスタン社会党に改称した。

### 歴代第一書記
- S.ペストコフスキー（1920年）
- I.アクロフ（1920年 - 1921年）
- M.ムルザガリエフ（1921年）
- M.コステロフスカヤ（1921年）
- G.コロステレフ（1921年 - 1924年）
- ヴィクトル・ナネイシュヴィリ（1924年 - 1925年）
- F.ゴロシチェキン（1925年 - 1933年）
- L.ミルゾヤン（1933年 - 1938年）
- N.スクヴォルツォフ（1938年 - 1945年）
- G.ボルコフ（1945年 - 1946年）
- J.シャヤフメトフ（1946年 - 1954年）
- パンテレイモン・ポノマレンコ（1954年 - 1955年）
- レオニード・ブレジネフ（1955年 - 1956年）
- イワン・ヤコヴレフ（1956年 - 1957年）
- ニコライ・ベリャエフ（1957年 - 1960年）
- ディンムハメッド・クナーエフ（1960年 - 1962年）
- イスマイル・ユスポフ（1962年 - 1964年）
- ディンムハメッド・クナーエフ（1964年 - 1986年）
- ゲンナジー・コルビン（1986年 - 1989年）
- ヌルスルタン・ナザルバエフ（1989年 - 1991年）

## 消滅
1990年10月25日、カザフ・ソビエト社会主義共和国最高会議は国家主権宣言を採択した。1991年12月10日、カザフスタン共和国への国名の変更が採択された。1991年12月16日、カザフスタン共和国国家独立法が採択され、ソ連から離脱して独立国となった。なお、カザフ・ソビエトはソ連から独立した最後の構成国であった。